# Párbaj

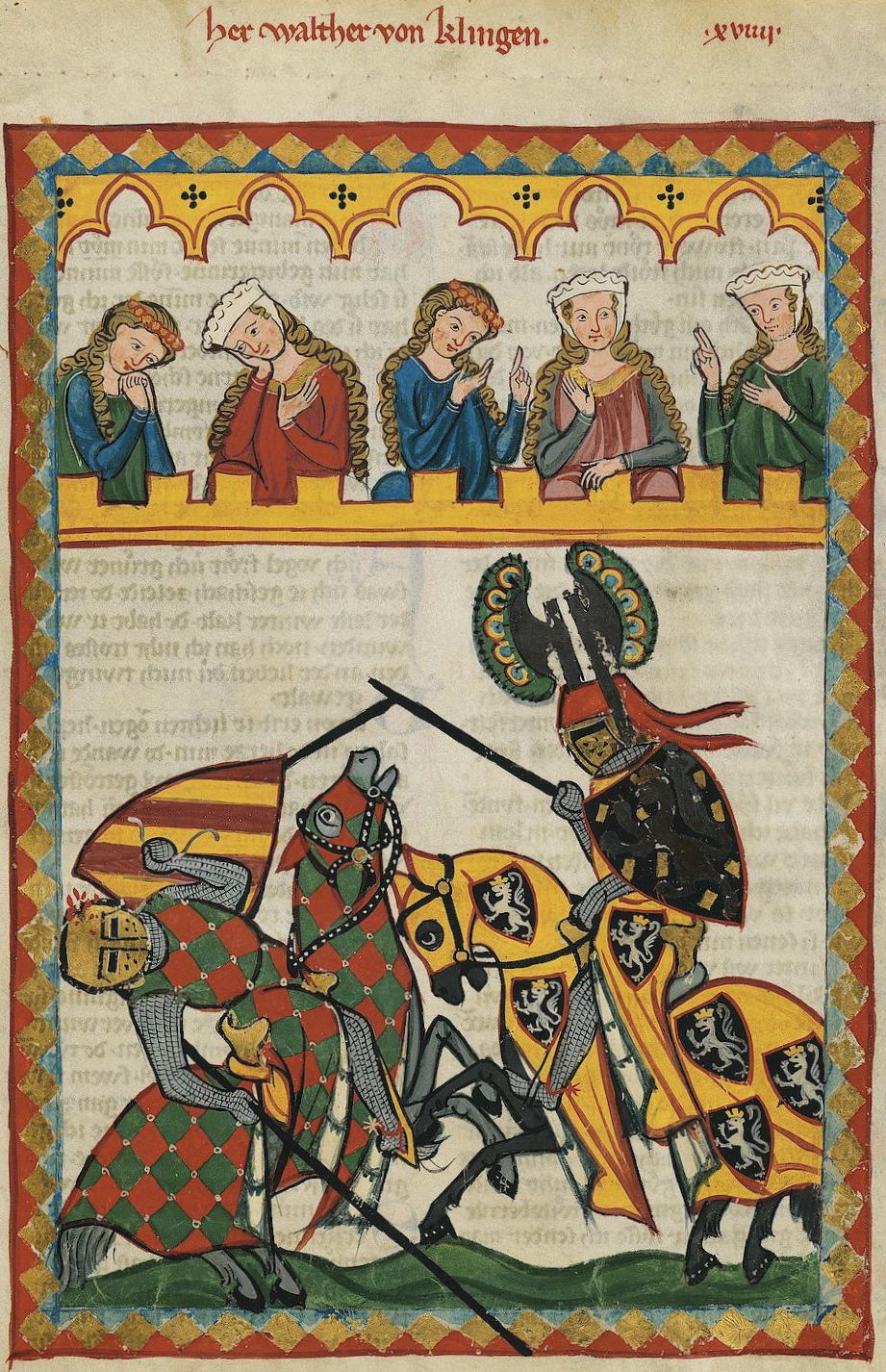
Középkori lovagok párviadala

A párbaj (lat. duellum) két személy kölcsönös megegyezésén alapuló – a kor társadalmi normái szerint „jóváhagyott”, és a párbajszabályok szerint egymás ellen lefolytatott –, életüket, testi épségüket veszélyeztető küzdelme.

## Jellege

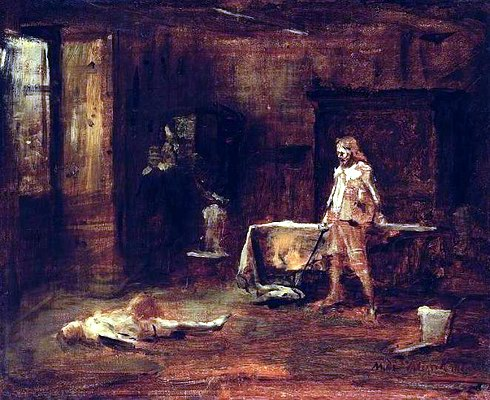
Munkácsy Mihály: A párbaj

A párviadal intézményét már az ókorban is ismerték (vö. a bibliai Dávid és Góliát története, A Horatiusok és Curiatiusok mondája stb.). A háború párviadallal való eldöntése azonban már a kőkorszaki szinten élő népeknél is bevett szokás volt, legalábbis a hagyományaik szerint.[forrás?]. 
A párbaj középkori formája arra az előfeltevésre épült, hogy a becsület nem lehet alku tárgya: vagy sértetlenül birtokolja valaki, vagy örökre elveszti. A becsületért kiállni kötelező, nyilvános gesztus, amely azáltal győz meg a hozzá való ragaszkodásról, hogy a párbajozó kész érte életét is kockára tenni.
E tevékenységet a polgári államok büntető törvénykönyve mindig tiltotta. A törvény büntette a párbajra való kihívást, de az elfogadását is. A párbajsegédek is büntethetők voltak, kivéve ha törekedtek a párbajt megakadályozni. A párbajtól való elállás esetén senkit sem büntettek. Ez vonatkozott a jelenlévő orvosokra és tanúkra is. Ha valakit megöltek, az a törvény szerint szándékos emberölésnek, ha valakit megsebesítettek, az súlyos testi sértésnek számított.

## Párviadalok fajtái amagyar jogtörténetben

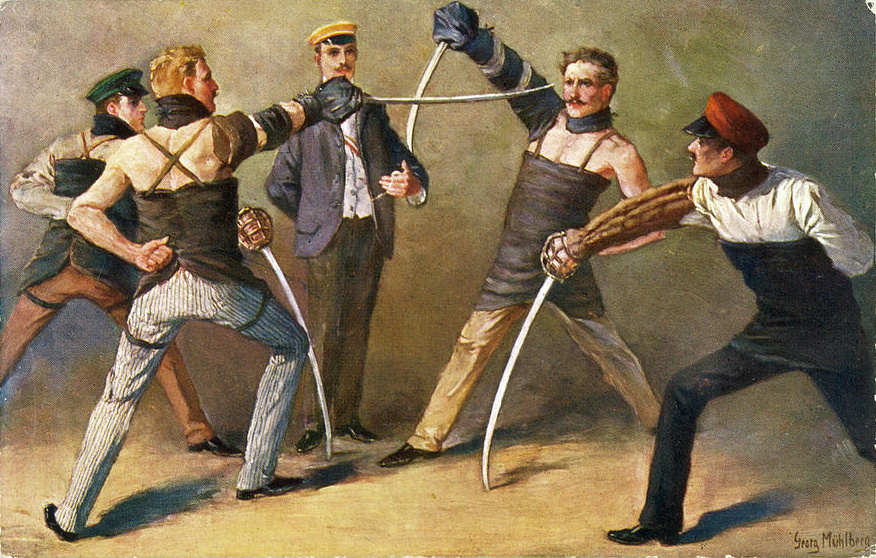
Mühlberg: Kardpárbaj

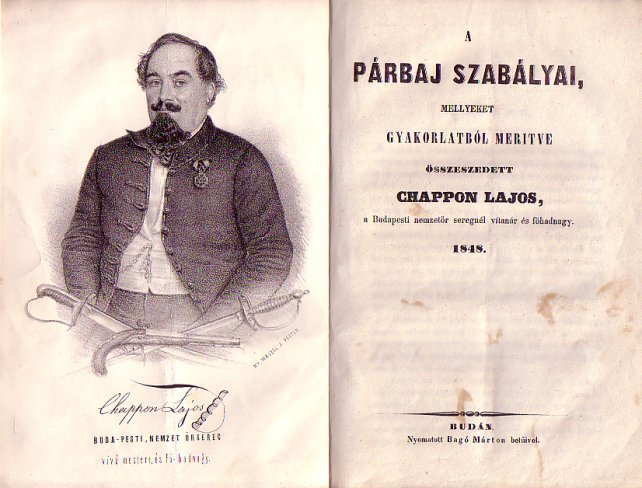
Chappon Lajos vívómester "A párbaj szabályai" című művének címlapja (1848)

A párviadal két személy között meghatározott helyen, időben, fegyverekkel, külső szertartások melletti harc. A történelmi magyar büntetőjog két fajtáját ismerte. A párviadal, bajvívás és párbaj fogalmak használata a magyar történeti forrásokban nem következetes, gyakran összemosódnak a különbségek. Általánosságban véve a párviadalok kétfélék lehetnek: bajvívás és párbaj.
- Közhatalom által parancsolt bajvívás egy olyan párviadal, amelynek során valamely ügy bírói jogérvénnyel intéztetik el. II. Endre 1231-ben az előtte perlekedő gyári káptalant és M. mestert, Tamás gróf fiát bajvívásra ítélte. Mátyás király és II. Ulászló törvényei szerint a bajvívások perbéli bizonyításra szolgáltak. Ha bírói ítélettel hajtották végre, akkor törvényesek voltak. Mátyás király a bajvívást csak akkor engedélyezte, ha minden egyéb bizonyíték hiányzik. A bajvívások magyarországi szokásrendje ismeretlen.A perdöntő bajvívás a pogány eredetű ordáliák közé tartozik. Nagy jelentősége csak a lovagi kultúra terjedésével tett szert. A 13–14. századi okleveles anyag szerint a magyarországi perdöntő bajvívás megőrizte istenítélet jellegét. A 14. századi Európában élt még az a szokás, hogy a csatákat eldöntendő a vezérek – királyok – egymást hívták ki a felesleges vérontás elkerülése ill. saját vitézségük bizonyítása érdekében. Ezeknek az uralkodói párviadaloknak a közös jellemzője, hogy nem zajlottak le. A kihívás tehát egy diplomáciai aktus volt. Budai Ferenc Históriájában a rigómezei csata leírásában szerepel a bajvívás: „mikor már a két tábor az ütközetre kiállott volna, előjön egy magyar vitéz, és fel és alá nyargalódzván, hívja a törököket bajvívásra. Ki áll neki egy híres ázsiai basának fia, akivel mikor összecsapott volna, mindkettőjük dárdája eltört, a magyar vitéz pedig lovával együtt a földre esett”.[1] A magyar kultúrában még él az emléke Kinizsi Pál, Toldi Miklós bajvívásainak. Hasonlóképpen mondabéli esemény Szent László király és Salamon párharca a pozsonyi várnál. A perdöntő bajvívások még a 17. század közepén is előfordultak Magyarországon.
- Magánhatalom általi párviadal, másképpen párbaj. Ezeket büntette a törvény. A magyar büntetőjog ezekért a párbajokért külön büntetési tételt nem rendelt el, a bíró megítélésétől függött a büntetés mértéke. A bírók figyelembe vették a fenyegető veszély és a sérelem nagysága közötti különbséget, a „tett gonoszságának fokozatát”, a „viaskodó személyek minőségét”. Ha a párbajban az egyik felet megölték, akkor a bűntett gyilkossággá fajult. 1752-ben Mária Terézia császári nyílt parancsban rendelkezett a párbajokról. Ennek értelében fegyvert bosszúból senki ellen nem lehet fogni, a közhatóságnál kell elégtételt keresni. A párbajra kihívott fél nem tartozik megjelenni a párviadal helyszínén, és emiatt jóhírében és becsületében nem szenved sérelmet. A párbaj résztvevőit fejvétellel kell büntetni, sőt „a büntetéshelyen temettessenek el”. A párbaj után megszökött tettes javait lefoglalják, és azok jövedelmét „a királyi ügyész húzza, mindaddig, amíg a bűnös elő nem áll, s az elkövetett bűntényről számot nem ad”. Azok a tettesek, akik nem jelennek meg a büntető eljárásban, de ott bűnösnek találtattak „képei büntetésből nyakvasra függesztessenek”.

Általánosságban elmondható, hogy a párbajokról szóló törvényeket sem a társadalom, sem pedig a jogalkalmazók nem vették komolyan. Sokan még a 19. század végén is úgy vélekedtek, hogy aki előre megfontolt szándékkal, a párviadal szabályainak megtartása mellett embert öl, az nem gyilkosság.
Jókai Mór így írt a párbajról az „Egy magyar nábob” című művében „Egyszóval, mikor a felek nem vérszomjból, nem dühből keresik a párbajt, hanem kénytelenek azt előidézni, hogy szívök erejét, véleményük tartósságát a halál kapuja előtt is bevallják; rendesen ilyenkor szoktak a párbajsegédek pisztolyt adni a vívók kezébe. Azok hidegvérrel fognak eszmélni, mindegyik el van határozva magát kitenni a lövésnek, de ellenfelére nem lőni. A párbaj végződik nemesen, férfiasan. Az illem kívánatainak elég van téve, a sérelmes kérdés eltemettetik, s azt többé előhozni nem szabad.”
A 19. században a magyar igazságszolgáltatás egyik anomáliája volt a párbajt követő ítélkezés. Erre mutatott rá a Vasárnapi Ujság 1887. 51. számában: „Ha szilaj parasztlegények mámoros fővel összetűznek a korcsmában s valamelyik a pillanatnyi dühtől józan eszméletétől is megfosztatva agyoncsapja társát: nincs az az enyhítő körülmény, mely öt a törvényes megtorlás sújtó keze alól elvonhatná s kimérik a boldogtalanra 10 évig terjedhető börtönt. Pedig nevelésben nem részesült, többé-kevésbé beszámíthatatlan állapotban, önkívületben követte el a bűnt s nem volt ideje meggondolni sem azt, hogy mit csinál, sem azt, mi következései lesznek a tettének? Az ún. művelt körök tagjai pedig, képzett, tanult, higgadt emberek, valamely alkalomból, melyről azt hiszik, hogy abba a becsület játszik bele, összetűznek, kihívatják egymást, tanácskoznak segédeikkel, ezek az ellenfél segédeivel, jegyzőkönyveket vesznek föl s húzódik az ügy napokig, talán hetekig, — van idő és alkalom, hogy gondolkozzanak a dologról, — aztán szembe állanak, hideg vérrel elsütik a pisztolyokat s ha az egyik fél halva terül el a barriéren: nos, a becsületnek elég lőn téve, az áldozatot eltemetik, elfeledik s a győztes ellenfél nagyra nő a társadalom becsülésében. Hát a törvény? Ah, a törvény! Persze, hogy kell lenni törvénynek, mely az emberi élet erőszakos kioltását, bármi alakban követtetett is el, megtorolja. De mit mond a törvény? Azt mondja, hogy halállal végződő párbaj esetében az életben maradó fél a legsúlyosabb esetben 5 évi fegyházra Ítélhető el. Többre nem. Ha másként, például pillanatnyi fölhevülésben, mint a szegény emberek teszik, végezte volna ki ellenfelét, kétannyira büntetnék. De mivel ő művelt ember, tudta, hogy mit cselekszik, s volt ideje a gondolkozásra, tehát esetleg előre jól megfontolt gyilkos szándékkal, csak bizonyos formák megtartásával sütötte el fegyverét: hát már enyhébb beszámítás alá esik. Ez a legnagyobb abszurdum.”

## Híresebb magyar párbajok
- Galeotto Marzio 15. századi humanista 1469-ben párbajt vív egy magyar katonával.
- Pálffy Jánosnak (később Magyarország nádora) 30 éves korában 1693-ban pisztolypárbaja volt egy württenbergi herceggel, mert az a magyar sereget becsmérelte. Pálffy megölte a herceget.[4][5]
- Kray Jakab késmárki nemesember, császári főstrázsamester 1705-ben kardpárbajban megölte Mayer Károly, lifflandi lovagot, császári ezredest.[6]
- Jósika Miklós író 18 éves korában párbajt vívott, arcán egy életre szóló sebet szerzett (1812, más források szerint 1814-ben).
- Batthyány Kázmér és Zichy Ferenc, két reformkori arisztokrata párbajozik – Batthyány az arcán megsebesül.
- Dessewffy Aurél az MTA levelező tagja még fiatalemberként nők miatt vívott két párbajt (1830).
- 1836-ban Wesselényi Miklós az ellenzék vezérszónokaként olyannyira kiváltotta az udvar haragját, hogy Metternich úgy döntött, párbajban látja el az erdélyi arisztokrata baját. A császári hadsereg legkiválóbb vívóját, Wurmbrandt Ottót jelölte ki az osztrák kancellár. Wesselényi akkora csapást mért ellenfelére, hogy az ugyan kivédte az ütést, de a markolat nem tudta felfogni a vágást, eltört, s Wurmbarndt négy ujját tőből metszette le Wesselényi. Ezáltal az osztrák tiszt harcképtelenné vált, s a párbaj véget ért.
- Irinyi József reformkori országgyűlési képviselőnek kétszer volt párbaja, egyik esetben a Vida Lászlóval, a konzervatív Pesti Híradó főmunkatársával, akinek átlőtte a karját (1843).[7]
- Vahot Imre író, a Pesti Divatlap szerkesztője 1845-ben a Honderű szerkesztőjével vívott párbajt.
- Forró Elek 1848–49-es honvédezredesről írja Szinnyei József életrajzi lexikonában: „Megszámlálhatatlan sok párbaja volt s azokban mindig győzedelmeskedett. Soha ki nem hítt senkit, de ha kihívták, nem kerülte a párbajt. S a vas óriásnak mintha csak gyöngéd szíve lett volna, ellenfelét párbajban soha nem ölte meg.”[8]
- Reviczky Szevér hírlapíró párbaj miatt halt meg 1864-ben.
- Bolgár Ferenc hírlapíró 1884-ben egyik cikke miatt párbajozik Schleyer alezredessel. Golyója halálosan megsebesíti az alezredest.
- Hollósy István hírlapírónak a Közérdek c. lapja miatt volt párbaja 1885 után.
- Horváth Ádám a függetlenségi és 48-as párt kecskeméti elnökét 1886-ban párbajban megsebesítik.
- Dessewffy Árpád, az Osztrák-Magyar Államvasút tisztviselője párbajban halt meg 1886-ban.
- Herczeg Ferenc írónak 1886-ban kardpárbaja volt Versecen egy katonatiszttel. A tiszt sebesülés következtében a párbaj helyszinén meghalt. Jogerősen 4 hónapnyi államfogságra itélték, 1889-ben három hónapot töltött Vácott. Itt írta meg Fenn és lenn címmel első regényét.
- Literáty Ödön ügyvéd, országgyűlési képviselő sógorával vívott pisztolypárbajban veszítette életét 1887-ben.[9]
- Rakovszky István (1858–1931) szintén hírhedt párbajozó volt. Párbajozott pl. Gajári Ödönnel (1898. január 4.), Szalaszkovy Gyulával (1898. január-február), Zeyk Gáborral (1899. január 10.), Tisza Istvánnal (1914. május 19.) és Bethlen Istvánnal (1923. október hó).
- Politikai nézeteltérések miatt párbajozott Csengery Antal az MTA másodelnöke Török János hírlapíróval.
- Jókai Mór kétszer párbajozott életében, mint szerkesztő. Bulyovszky Gyulával karddal, Pulszky Ferenccel pisztollyal. Bulyovszky megsebesült, Pulszky sértetlen maradt.
- Pallagy Dénes és Kemenes Dénes huszárfőhadnagy súlyos feltételű párbajt vívtak 1923. október 9.-én kedden délután fél 3 órakor Budapesten a Fodor-féle vívóteremben. A párbajt bandázs nélkül vívták nehéz lovassági kardokkal. Mindketten kissé megsebesültek, a párbaj után kibékültek.[10]
- Vitéz jákfai Gömbös Gyula és magyarfeleki Feleky Géza között párbajt tartottak 1924. szeptember 6-án szombat délelőtt 10 órakor a lovag Santelli-féle vívóteremben. Segédek voltak Feleky részéről dr. Rácz Vilmos és dr. Klúr Zoltán, Gömbös Gyula részéről Zsilinszky Endre és Eckhardt Tibor. A párbaj feltételei; fél-nehéz kardok, fél-bandázs, végkimerülésig. Orvosok voltak: dr. Szilárd Bertalan, a Sós-fürdő főorvosa és dr. Hütil Htimér professzor. A párbajt dr. Rácz Vilmos vezette. Tiz órakor állottak a felek szembe egymással és a "rajta" vezényszóra nyomban mind a két fél támadott. Gyors egymásutánban három menetet bonyolítottak le kölcsönös támadással, miközben Feleky Géza néhány laposvágást kapott, sebesülés azonban nem történt. A harmadik menet után a vezető segéd rövid szünetet rendelt el, utána ismét felállottak a ielek és a negyedik menet rövid pár pillanat alatt folyt le. Gömbös most erélyesebben támadott, oldalt ütötte Feleky kardját és lapos vágást mért Feleky vállára. A negyedik menet után az orvosok Feleky Gézának felfokozott szívműködése miatt harcképtelenség cimén beszüntették a párbajt. A felek nem békültek ki.[11]
- Boldogfai Farkas Kálmán (1880–1944) zalaszentgróti főszolgabíró, felsőbagodi földbirtokos, a lövő- és vívófegyverek nagy imádója volt. 1926. február 10.-én reggel Budapesten nyirlaki Tarányi Ferenc Zala- és Vas vármegye főispánjával pisztolypárbajba szállt. A párbaj sebesülés nélkül végződött és utána a felek kibékültek. Ebből az ügyből egy másik párbaj is keletkezett, amelyet a Fodor-féle vívóteremben folytattak le: Farkas Kálmán aznap Bezerédy Ferenc földbirtokossal kardpárbajt vívtak, félnehéz karddal és fél bandázzsal. A párbaj Farkas Kálmán harcképtelenségével végződött A felek kibékültek. A főispán segédei dr. Lajos Károly és dr. Dréhr Imre nemzetgyűlési képviselő. Farkas Kálmán egyik segéde dr. Rácz Vilmos volt.[12] A heves természetű Farkas Kálmán korábban párbajozott Szmrecsányi Györggyel, és Pallavicini Györggyel is.
- A Santelli-féle vívóteremben 1926. december 29.-én este igen súlyos párbajt vívott báró vargyasi Dániel Tibor és báró Herczog István. A párbajra, amelyet nehéz lovassági kardokkal végkimerülésig vívtak, egy összeszólalkozás adott okot, amelynek következményekép báró Dániel Tibor tettleg inzultálta báró Herczog Istvánt. Egy óra hosszáig tartott a párbaj, amelyben a felek tizenkilencszer csaptak össze és már mindketten több apró sebből véreztek, amikor az orvosok megállapították a harcképtelenséget.[13]
- Gyulai Gaál Gaszton (1868–1932) nagybirtokos, politikus, egy időben a képviselőház elnöke, 1931. augusztus 8.-án délelőtt a Ferenc József laktanya lovardájában pisztolypárbajt vivott dr Szilágyi Lajos országgyűlési képviselővel. Szilágyi Lajos ugyanis Gaál Gaszton országgyűlési felszólalása után sértő kifejezéseket tett a független kisgazdák vezérére, amiért gyulai Gaál Gaszton, pozsonyi Eckhardt Tibor és boldogfai Farkas Tibor utján azonnal provokáltatta Szilágyit. Szilágyi Lajos viszont Dinich Ödönt és Rassay Károlyt provokáltatta két közbeszólás miatt. A párbaj feltételei kétszeri golyóváltás, közönséges párbajpisztolyokkal, 25 lépés távolság és 5—5 lépés avance. A felek mind a kétszer éltek a lövés jogával. Sebesülés nem történt. A párbaj után a felek nem békültek ki.[14][14]
- Eckhardt Tibor országgyűlési képviselő és Borbély-Maczky Emil Borsod vármegye főispánja 1932. június 4.-én kardpárbajt vivtak a Fodor-féle vivóteremben. A párviadalra az adott okot, hogy Eckhardt egy politikai természetű vita folyamán nem fogadta el vitéz Borbély-Maczky Emil kézfogását. Borbély-Maczky, aki évekkel ezelőtt kitűnő vivő volt, a párbajban jelentéktelen vágást kapott. A párbajozó felek a párbaj után kezet fogtak és kibékültek egymással.[15][16]
- Eckhardt Tibor és vitéz Szalay László országgyűlési képviselők 1936. június 7-én a budapesti Rákosi-féle vivóteremben kardpárbajt vívtak; egy parlamenti összeszólalkozás miatt lovagias ügy keletkezett. A párviadal során vitéz Szalay László a jobbkezén és a könyökén, Eckhardt Tibor pedig a vállán laposvágást kapott.[17]

## Párbajozó nők
Nők sem vívófélként, sem segédként, sem pedig tanúként nem szoktak részt venni párbajban. A történelem során azonban volt rá néhány példa, amikor nők is párbajjal intézték el egymás közt becsületügyüket.

### Híres női párbajok
- Jeanne d’Arc, az „orléansi szűz”, aki Montmorency herceget kényszerítette párbajra (a herceg súlyosan megsebesült)[forrás?].
- De Nessle márkinő és Van Polignac grófnő pisztolypárbajt vívtak Richelieu hercegért (a grófnő ellőtte a márkinő egyik fülét).
- Colloredo grófnő Livien báróval vívott vitőrpárbajt (a báró súlyosan megsebesült).
- Saint-Balmont márkinő, akinek Chateauvillard szerint 400 párbaja volt (párbajban ölte meg híres vetélytársát, Maupin táncosnőt és Chaton Gay de Muret asszonyt).[18]

## Párbajellenes mozgalmak
A párbajellenes mozgalmak számos államban párbajellenes ligák alapításához vezettek. A párbajellenes mozgalmak célja a párbaj kiküszöbölése volt, szigorú törvényes intézkedésekkel, illetve törvényes alapokon működő becsületbíróságokkal. Magyarországon 1903-ban alakult meg az Országos Párbajellenes Szövetség. Első elnöke Rakovszky István (1847–1910), az Állami Számvevőszék elnöke, alelnöke Zipernovszky Károly volt. IV. Károly megtiltotta a hadseregben a párbajozást 1917-ben.
"Fejérváry miniszter és Lengyel képviselő vígan duelláltak és Nagyváradon, a liga székhelyén a minap állott pisztollyal egymással szemben két ujságíró, kik bizonyára több ízben írtak a párbaj ellen. A párbaj epidémia tehát erősebb, mint valaha. (…) Kacagtató kis ügy ez, minden tragikumos tartalma mellett. Hát éljen a duellum, e lovagias honhaza, s jó éjszakát!" Ady Endre: A duellum mellett Nagyváradi Napló 1903. március 22.

## Az amerikai párbaj
Az amerikai párbaj két személy kölcsönös megegyezése arról, hogy a sorstól tegyék függővé, melyikük legyen öngyilkos. Mivel a felek nem vívnak harcot, az amerikai párbajt a büntetőjog nem vonhatta a párbaj, párviadal fogalma alá, sőt a szándékos emberölés fogalma alá sem. A magyar büntető törvénykönyv azért önálló büntetendő cselekménnyé tette, ha az egyik fél az öngyilkosságot megkísérelte, de életben maradt, mindkét félre öt évig terjedhető államfogház, ha meghalt, az életben maradóra öt évtől tízig terjedhető államfogház várt.